# لامونت بريان
لامونت بريان (بالإنجليزية: Lamont Bryan)‏ هو لاعب دوري الرغبي بريطاني، ولد في 12 أبريل 1988 في ألمانيا.